# Rufitidia trinotata
Rufitidia trinotata är en insektsart som beskrevs av Irena Dworakowska 1994. Rufitidia trinotata ingår i släktet Rufitidia och familjen dvärgstritar. Inga underarter finns listade i Catalogue of Life.